# ماکوتو واتانابه
ماکوتو واتانابه (ژاپنی: 渡辺 誠؛ زادهٔ ۲۵ سپتامبر ۱۹۸۰) یک بازیکن فوتبال اهل ژاپن است.
از باشگاه‌هایی که در آن بازی کرده‌است می‌توان به باشگاه فوتبال ونتفورت کوفو و باشگاه فوتبال کاتالر تویاما اشاره کرد.